# Megachile foersteri
Megachile foersteri là một loài Hymenoptera trong họ Megachilidae. Loài này được Gerstäcker mô tả khoa học năm 1869.